# Kerstin Fladerer
Kerstin Fladerer (* 11. Dezember 1986 in Feldbach, Steiermark) ist eine österreichische Politikerin der Österreichischen Volkspartei (ÖVP). Vom 3. Juli 2024 bis zum 23. Oktober 2024 war sie Abgeordnete zum Nationalrat.

## Leben

### Ausbildung und Beruf
Kerstin Fladerer besuchte nach der Volksschule das Realgymnasium in Fürstenfeld sowie die HTL Weiz, Fachrichtung Umwelttechnik und Maschinenbau. 2010 legte sie die Lehrabschlussprüfung im Lehrberuf Rauchfangkehrer sowie die Meisterprüfung für das Handwerk Rauchfangkehrer ab.
An der Hochschule Mittweida studierte sie an der Fakultät für Wirtschaftswissenschaften in Weiz, das Studium schloss sie 2012 als Dipl.-Wirtschaftsingenieurin (FH) ab. Ab 2015 studierte sie an der Donau-Universität Krems Fire Safety Management, dieses Studium beendete sie 2017 als Master of Science mit einer Master Thesis zum Thema Ursachenforschung von Brandereignissen im Zusammenhang mit nachträglich eingebauten Feuerstätten.
Seit 2014 ist sie Geschäftsführerin im Rauchfangkehrerbetrieb ihrer Eltern.

### Politik
Fladerer gehört sei 2019 dem Gemeinderat der Stadtgemeinde Fürstenfeld an, seit 2023 ist sie auch EU-Gemeinderätin. 2022 wurde sie Bezirksleiterin der ÖVP Frauen im Bezirk Hartberg-Fürstenfeld, seit 2024 ist sie Obmann-Stellvertreterin der Jungen Wirtschaft in Fürstenfeld, außerdem ist sie stellvertretende Stadtgruppenobfrau des Wirtschaftsbundes Fürstenfeld.
Bei der Nationalratswahl 2019 kandidierte sie für die ÖVP auf dem 13. Listenplatz im Landeswahlkreis Steiermark sowie hinter Christoph Stark, Agnes Totter und Reinhold Lopatka auf dem vierten Listenplatz im Regionalwahlkreis Oststeiermark. Am 3. Juli 2024 wurde sie in der XXVII. Gesetzgebungsperiode als Abgeordnete zum österreichischen Nationalrat angelobt. Sie rückte für Reinhold Lopatka nach, der ins Europäische Parlament wechselte.
Nach der Nationalratswahl 2024 schied sie mit 23. Oktober 2024 aus dem Nationalrat aus.